# Gracias a la vida

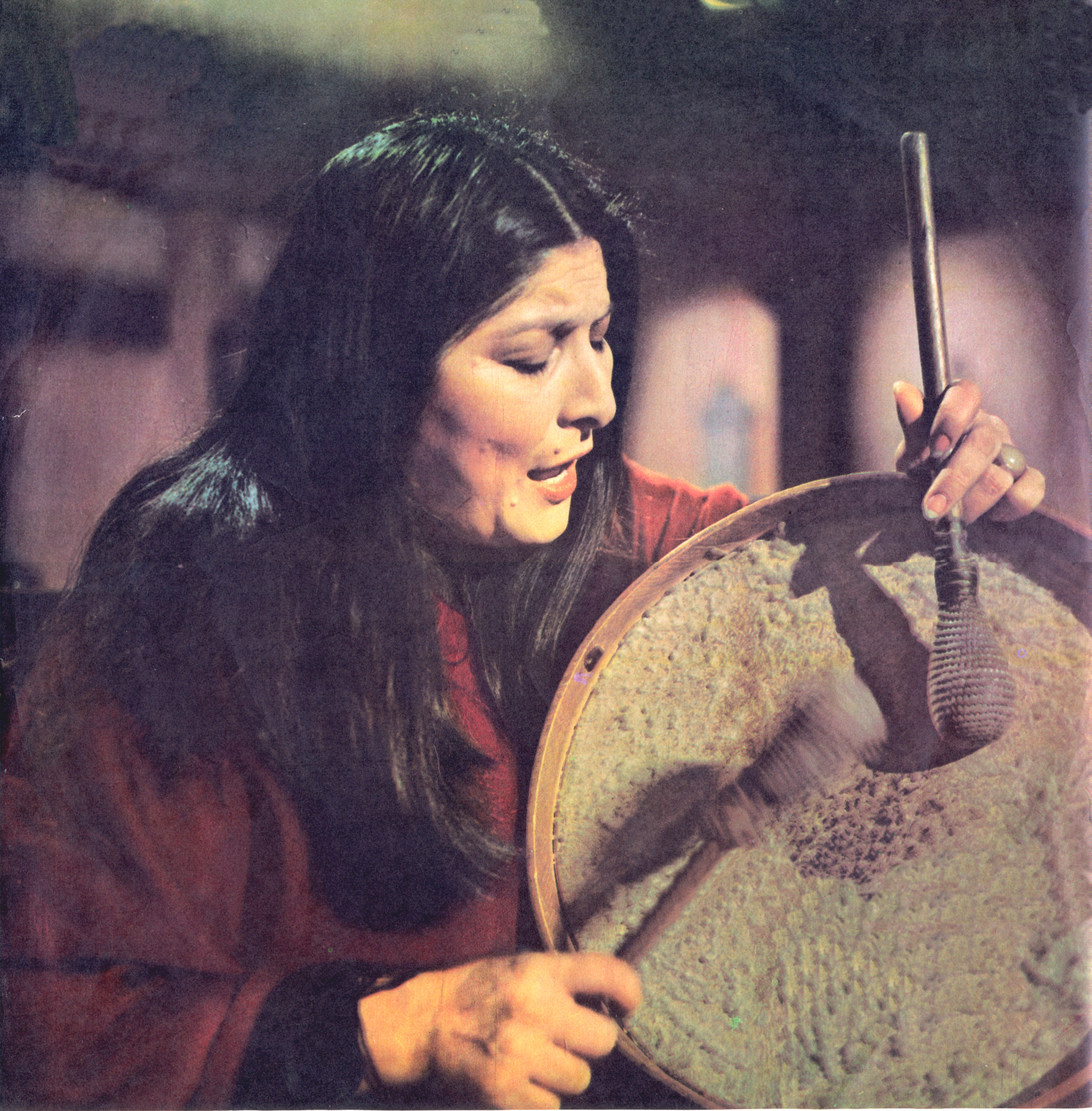
Mercedes Sosa

Gracias a la vida  est une chanson écrite, composée et créée par la chanteuse chilienne Violeta Parra, figure majeure de la nouvelle chanson chilienne. Elle a été enregistrée pour la première fois en 1966 sur l'album Las Últimas Composiciones, le dernier album publié par Violeta Parra avant son suicide en 1967.
Gracias a la vida est l'une des chansons chiliennes les plus connues, reprise par de nombreux interprètes, dont Joan Baez qui a donné son titre à l'un de ses albums, Gracias a la Vida.

## Autres interprètes
- Mercedes Sosa
- Los Machucambos
- Maria Dolores Pradera
- Herbert Pagani
- Florent Pagny
- Nana Mouskouri
- Luz Casal
- Jeane Manson
- Angélique Duruisseau avec une adaptation française intitulée Merci à la vie.
- Joan Baez
- Colette Magny
- Chavela Vargas
- Omara Portuondo
- Maurane